# Triditarsus tarimensis
Triditarsus tarimensis är en spindeldjursart som beskrevs av Roewer 1933. Triditarsus tarimensis ingår i släktet Triditarsus och familjen Daesiidae. Inga underarter finns listade i Catalogue of Life.